# Simona Maierean
Simona Maierean (n. 17 aprilie 1984, Comănești, România) este o femeie ofițer de aviație din România, fiind prima româncă ce a zburat cu un avion supersonic. Acest zbor a avut loc pe 13 martie 2009, iar aparatul de zbor a fost un MiG-21 LanceR.
În perioada 2003 - 2007 a urmat cursurile Academiei Forțelor Aeriene „Henri Coandă” din Brașov.
În primii doi ani, a zburat pe un Iak-52, iar în următorii doi ani pe un IAR 99 Standard.
În 2007 avansează la gradul de sublocotenent.
După ce obține brevetul de pilot militar pe avioane supersonice, este repartizată la baza aeriană de la Fetești, iar la sfârșitul anului 2008 ajunge la Baza Aeriană 95 din Bacău.